# 柚子川さんは、察して欲しい。
『柚子川さんは、察して欲しい。』（ゆずかわさんはさっしてほしい）は、茶菓山しん太による漫画作品。ウェブコミック配信サイト、『となりのヤングジャンプ』（集英社）にて、2021年4月30日から2022年11月4日まで連載されていた

。男子高校生と感情表現が苦手で「察してほしい」彼女の交際を描いたラブコメディ作品。

## あらすじ
主人公の串間託須が柚子川久留莉と付き合っていることを友達に話すことから物語が始まる。
彼女は感情の表現が乏しく一見何を考えているかわからないが、託須は彼女仲良くなるため仕草などから読み取り次第に仲を深めていく。
小中と友達がおらず、それを気にすることもなかった柚子川だが託須やその友達、自分をライバル視する同級生や林間学校で同じ班になった女子と接するうちに人との関係を築き上げていく。
クリスマス、正月、バレンタインデーを経てより親密になっていく。

## 登場人物
串間託須（くしま たくす）
岩瀬高校の高校生1年生。実家は「らーめん屋くしま」を営んでいる。父親が脱サラいして始めた店だが託須はダサいという理由で周りには隠している。
柚子川久留莉（ゆずかわ くるり）
託須の彼女。託須に校舎裏で告白され
小林（こばやし）
託須の友達。三バカトリオの一人。
高原（たかはる）
託須の友達。三バカトリオの一人。
木城冬子（きじょう）
柚子川をライバル視しているが多方面において負けている。ただし一方的にライバル視しているため、柚子川からは困惑されている。託須とは同じ中学だったようで託須の中学時代と現在の口調が違うことを指摘する。
新富（しんとみ）
林間学校で同じ班になった女子。
串間乙実（くしま つぐみ）
託須の妹。受験生。託須から柚子川のことでたまに相談を受ける。

## 書誌情報
- 茶菓山しん太『柚子川さんは、察して欲しい。』集英社〈ヤングジャンプコミックス〉、全4巻
  1. 2021年10月19日発売[4][5]、ISBN 978-4-08-892123-5
  2. 2022年2月18日発売[6]、ISBN 978-4-08-892215-7
  3. 2022年7月19日発売[7]、ISBN 978-4-08-892378-9
  4. 2022年12月19日発売[8]、ISBN 978-4-08-892562-2